# THE 武士道 〜辻斬り一代〜
『THE 武士道 〜辻斬り一代〜』（ザ・ぶしどう つじぎりいちだい）はディースリー・パブリッシャーより2003年5月29日に発売されたSIMPLE2000シリーズ第28作目のアクションゲーム。
2005年8月4日にSIMPLE2000シリーズ 2in1 vol.4『THE 武士道 〜辻斬り一代〜 & THEスナイパー2 〜悪夢の銃弾〜』として再発されている。

## ストーリー
本作の主人公・一代は名刀を盗み、売りにいく途中で一人の男を斬る。その男が死に際に残した言葉がきっかけになり、高名な剣豪を倒し、天下無双となることを志す。

## 概要
シンプルな3D剣術アクションゲーム。
選択できるモードは、本編である「辻斬り物語」の他に、次々と現れる敵を倒す「百人斬り」、ショートシナリオを楽しめる「剣客浪漫」、2PやCOMと対戦できる「対戦」と一通り揃っている。（これらのモードでは本編で敵として出てきた剣豪を使用することができるが、なぜか主人公の一代は使用できない）本編の「辻斬り物語」では選択肢があり、正々堂々と正面から挑んだり、夜を待ち闇討ちすることもできるが物語はほぼ変わらない。

## 主な登場人物
本項の文章ではゲーム中での設定を記す。実在の人物に関する記述は史実と異なる場合があるため注意。
一代
本作の主人公。剣豪を倒して天下無双を目指す。ただし、倒すための手段は選ばない外道。
宮本武蔵
無敗の放浪者。本作では二刀流は使わない。
佐々木小次郎
美しき舞の如く。なぜか女性になっている。武蔵を倒した直後に現れる最後の猛者。
柳生十兵衛
闇を纏う隻眼。夜な夜な遊郭を遊び歩く遊び人。一人称は「私」。都合二回戦うことになる。
千葉周作
幕末剣技の極。門下生（雑魚敵）が多い。
塚原卜伝
瞬殺の老剣士。ひっそりと隠居していた。